# Валлелонга
Валлелонга (итал. Vallelonga) — коммуна в Италии, располагается в регионе Калабрия, подчиняется административному центру Вибо-Валентия.
Население составляет 708 человек, плотность населения составляет 42 чел./км². Занимает площадь 17 км². Почтовый индекс — 89821. Телефонный код — 0963.
Покровительницей коммуны почитается Пресвятая Богородица (Madonna di Monserrato, Santa Maria Maggiore), празднование во второе воскресение июля.
Соседние населённые пункты: Филогазо, Сан-Никола-да-Крисса, Симбарио, Торре-Де-Руджеро, Ваццано.